# Camouflage T99

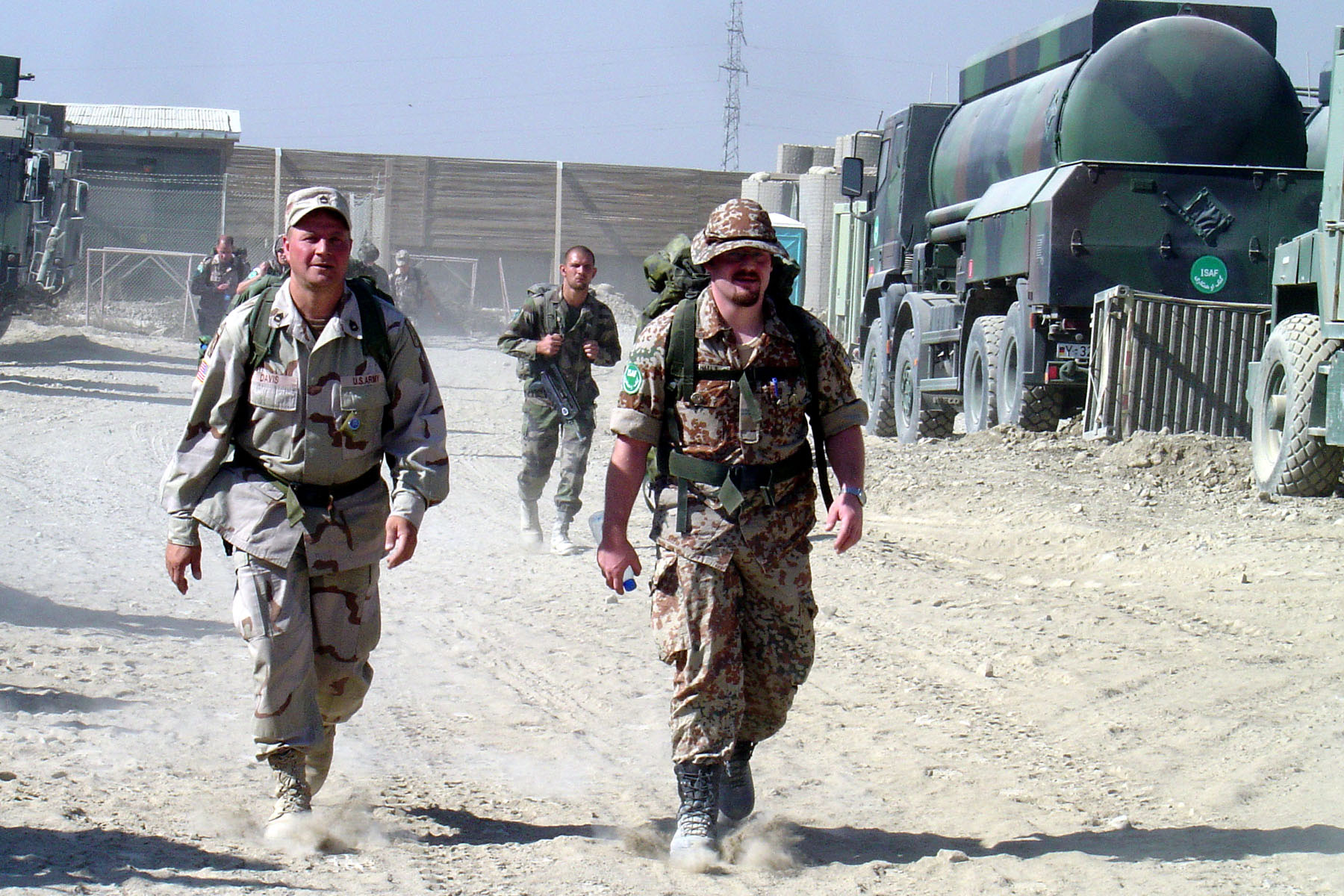
Le soldat de droite revet un uniforme en T99 en Afghanistan.

Le T99 est désignation du motif de camouflage utilisé par l'armée danoise pour ses treillis utilisés en condition désertique. Basé sur trois couleurs, il garde une conception de forme similaire au M84. C'est en quelque sorte une déclinaison « sable et désert » du M84. Il comporte de complexes taches brunes ainsi que quelques parties vertes, le tout sur un fond de base de couleur beige sable.

## Historique
La première version du T99 a été testée dans 1999, puis affectée l'année suivante aux effectifs de Standby High-Readiness Brigade (en) pour les opérations des Nations unies. Ces personnels de service ont été expédiés en Afrique pour le compte de l'ONU avec pour mission l'application d'une ligne de cessez-le-feu entre l'Érythrée et l'Éthiopie.
En 2001, le modèle a été revisité avec pour résultat, un nouveau prototype la même année. La variante, connue sous le nom Kampuniform M/01 Ørken (désert) a été portée pour la première fois par les troupes danoises du contingent de la FIAS, en Afghanistan. Produit en quantité limitée, il n'est en usage que dans ce cadre spécifique.
Bien que T/99 est reconnu pour être une variante modifiée de la version désertique du camouflage flecktarn allemand, il reste une réutilisation de la base modèle national M84 Pletsløring. En effet, le rouge terre a remplacé le noir, le vert foncé a laissé sa place à un vert clair, et le beige sable a pris la place du vert olive du M/84 original.